# اف. رایان دافی
اف. رایان دافی (به انگلیسی: F. Ryan Duffy) سناتور سابق عضو حزب دموکرات ایالات متحده آمریکا بود. وی در سال ۱۹۳۳ تا ۱۹۳۹ میلادی سناتور ایالت ویسکانسین در سنای ایالات متحده آمریکا بود.